# Перепись населения КНР (2010)

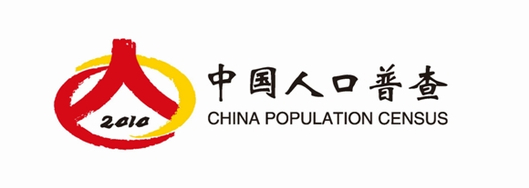
Официальный логотип переписи населения КНР 2010 года

Перепись населения в Китайской Народной Республике 2010 года (кит. упр. 中华人民共和国第六次全国人口普查) — мероприятие, прошедшее в целях получения обобщённых демографических, экономических и социальных сведений о населении Китайской Народной Республики (КНР). Основной тур переписи прошёл с 1 по 10 ноября 2010 года. Данная перепись стала шестой по счёту с момента образования Китайской Народной Республики. Первая перепись прошла в КНР в 1953 году, затем в 1964, 1982, 1990 и 2000 годах.

## Предварительные оценки
По последней оценке ООН, сделанной в 2008 году, в 2010 году в Китае должно быть уже 1,396 миллиарда человек и к этому времени, согласно прогнозу экспертов организации от 2003 года, сельских жителей и горожан в стране должно быть поровну.

## Организация переписи
Подготовка к проведению переписи началась в октябре 2007 года.
В переписи участвовало более 6 миллионов переписчиков, которые обошли более 400 миллионов домохозяйств страны. Согласно распоряжению Государственного статистического управления КНР, ответственного за проведение переписи, каждый из переписчиков был обязан обойти около 80-100 домохозяйств. Таким образом, каждый из них внёс в перепись данные о 250—300 жителях страны.
По данным Государственного статистического управления, перепись обошлась стране в 8 миллиардов юаней (около 1,2 миллиарда долларов). Из них из центрального бюджета было выделено 700 миллионов юаней (103,2 миллиона долларов), а оставшиеся 7 миллиардов (1,03 миллиарда долларов) пришлись на местные бюджеты.

## Задачи переписи
Перепись 2010 года должна была решить как минимум две основные задачи: выявить точное количество трудовых мигрантов и детей. Дело в том, что в КНР действуют жесткие правила контроля рождаемости и семьям запрещено иметь больше одного ребёнка, поэтому часто родители не регистрируют младших детей. Чтобы заставить людей рассказать о реальном количестве детей, власти обещали понизить штрафы для тех, кто признается добровольно. А самым бедным семьям было разрешено выплачивать их в рассрочку.
Впервые за время ведения этой статистики были учтены и иностранные граждане, находящиеся на территории страны. Заполнить соответствующие анкеты иностранцам было предложено на одном из пяти языков, включая английский, французский и немецкий. В работе с ними переписчикам помогали переводчики-волонтёры.

## Вопросы переписи
Общие количество вопросов в переписных листах — 18. Но, каждого десятого просили заполнить более подробную форму на 45 вопросов.
Большая часть вопросов касалось общей информации — возраст, пол, уровень грамотности и образования, размер семьи, обеспеченность жильём.
Чтобы от переписи не уклонялись те, кто, возможно, скрывает имущество от налоговых органов, в переписном листе среди 18 вопросов не было пункта о доходах. Участникам переписи также не пришлось говорить о религиозных убеждения — это очень сложная тема в стране, которая официально является атеистической, когда в действительности всё более увеличивается число последователей неофициальных религий.

## Итоги
Основные итоги переписи были объявлены в апреле 2011 года.
По официальным предварительным итогам переписи населения 2010 г. численность населения КНР на 1 ноября 2010 года составила 1 370 536 875 жителей, в том числе в специальном административном районе Сянган (Гонконг) — 7 097 600 человек, в специальном административном районе Аомынь (Макао) — 552 300 жителей, на Тайване (частично признанном государстве Китайская Республика) — 23 162 123 человека. Без них численность населения материкового Китая составляет 1 339 724 852 человека.
По данным переписи населения КНР 2000 года (1 265 825 048 чел.) общая численность населения материковой части Китая увеличилась на 73 899 804 человека или на 5,84 %. Среднегодовой прирост населения составил 0,57 %.
В материковой части Китая 91,51 % (1 225 932 641 чел.) составили ханьцы (китайцы), а 8,49 % (113 792 211 человек) — другие народы. По сравнению с переписью населения 2000 года, число ханьцев увеличилось на 66 537 177 человек или на 5,74 %, в то время как население национальных меньшинств увеличилась на 7 362 627 человек или на 6,92 %. В 2000 году ханьцы составляли 91,59 %, другие — 8,41 %.
В материковой части Китая городское население составило 665 575 306 человек или 49,68 %; сельское — 674 149 546 человек или 50,32 %. По сравнению с данными переписи 2000 года, доля горожан увеличилась с 36,22 % до 49,68 %, то есть сразу на 13,46 процентных пункта.